# Tour La Marseillaise

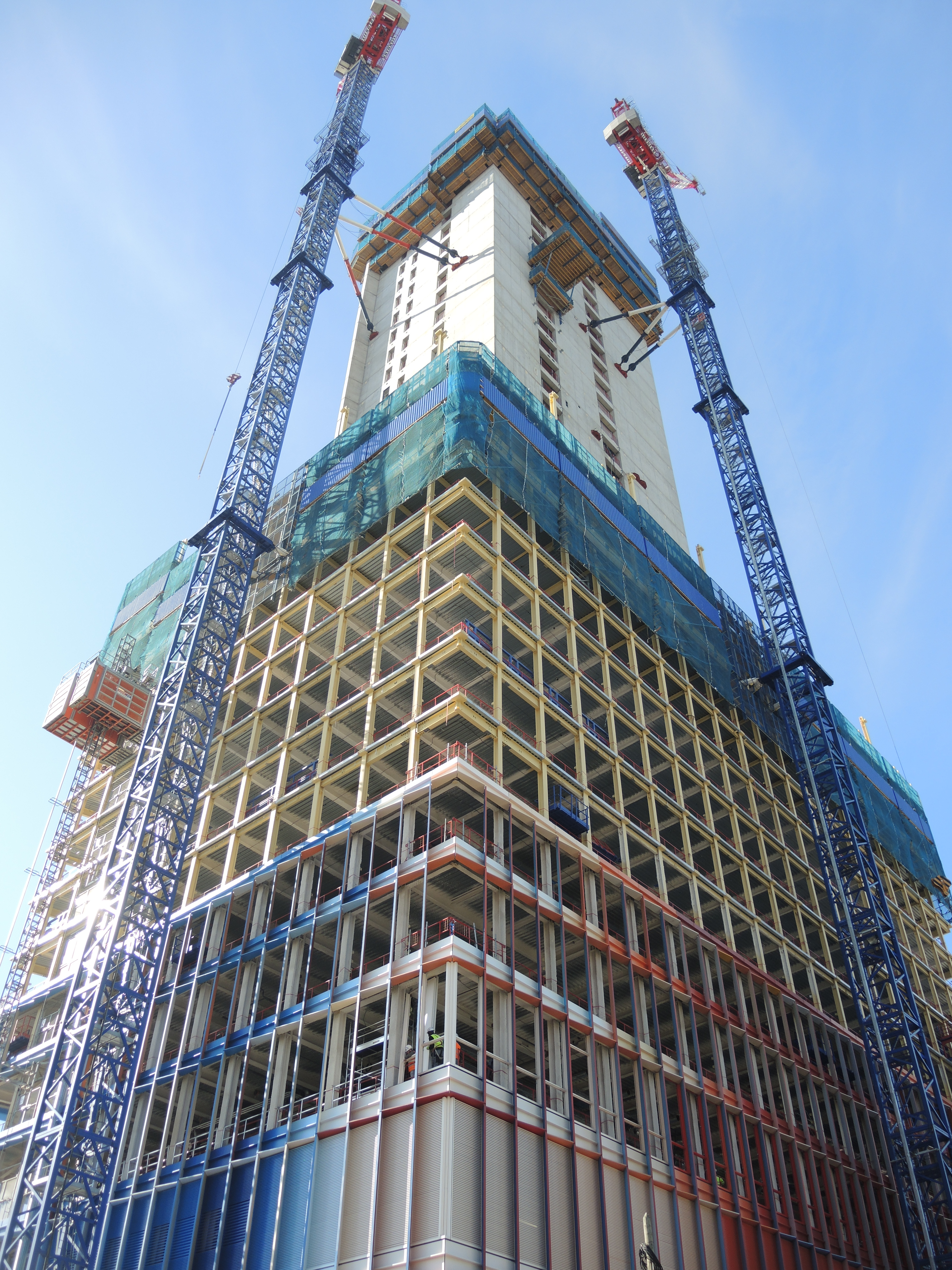
La Marseillaise in aanbouw

De Tour La Marseillaise is een wolkenkrabber in het centrum van en aan de kustlijn van Marseille, het ligt aan de Quais d’Arenc in de wijk Arenc. Het bouwwerk is een van de blikvangers van het stadsvernieuwingsproject Euroméditerranée. De 135 meter hoge wolkenkrabber werd ontworpen door Jean Nouvel.
Het kantoorgebouw heeft 31 verdiepingen waarvan 27 volledig door kantoorruimtes worden ingenomen. Elke verdieping biedt 1.350 m² ruimte en kan in twee gedeeld worden. Er werken 3.000 personen. Ook in het gebouw bevindt zich een bedrijfsrestaurant, een kinderopvangcentrum en op de hoogste verdieping een evenementenruimte met daktuin, het Sky Center. In de sokkel van het gebouw bevinden zich vijf commerciële zones. Het gebouw wordt ontsloten door vier liften in het lagere deel van het gebouw, een overstap op niveau 16 en vijf liften in het hogere deel van het gebouw.
De eerstesteenlegging vond plaats op 17 december 2014 maar nadien lag de werf meer dan een jaar stil. De eigenlijke bouw vond plaats van 2016 tot 2018. In oktober 2018 werd het gebouw ingehuldigd.
Nouvel gaf het gebouw de naam van het Franse volkslied, maar beklemtoont vooral de link met Marseille. Kenmerkend voor het gebouw is de façade met 3.500 verticale en horizontale zonneweringen in 27 verschillende kleurschakeringen in de kleuren blauw, wit en rood. Deze zonneweringen hebben allemaal verschillende formaten wat, samen met de wisselende kleuren, de gevel breekt en het bouwwerk een licht en bijna transparant uiterlijk geeft. De zonneweringen breken het licht zodanig dat de 17.000 m² glasoppervlakte geen verdere zonnewerende capaciteiten meer nodig heeft. Het gebruikte blauw, wit en rood zouden niet de Franse driekleur maar de kleuren van Marseille herhalen, de stad met zijn rode daken, witte kalksteen en helblauwe lucht, om van het blauw van Olympique de Marseille nog te zwijgen.